# Canales CatSper
Los canales de cationes de los espermatozoides, también conocidos como CatSper, son canales de iones que están relacionados con los canales de dos poros. Los cuatro miembros de esta familia forman canales de Ca2+ regulados por voltaje que parecen ser específicos de los espermatozoides. A medida que los espermatozoides se encuentran en un entorno más alcalino como el del tracto reproductivo femenino, los canales CatSper se activan debido al diferencial de iones. Estos canales son necesarios para una fertilización adecuada. El estudio de estos canales ha sido lento porque no transitan hacia la membrana celular en muchos sistemas heterólogos.
Hay varios factores que pueden activar el canal de calcio CatSper, según la especie. En los humanos, el canal es activado por la progesterona liberada por el ovocito. La progesterona se une a la proteína ABHD2 que está presente en la membrana plasmática de los espermatozoides, lo que hace que ABHD2 rompa un inhibidor de CatSper (2-araquidonoilglicerol) formando ácido araquidónico y glicerol. El canal CatSper humano es sensible al pH y requiere un entorno de pH alto. CatSper juega un papel clave en la mediación de la motilidad hiperactiva: antes de la fertilización, los espermatozoides quedan atrapados dentro de las proyecciones en forma de dedos de las microvellosidades del oviducto. Para que los espermatozoides fertilicen el ovocito, CatSper debe estar presente para iniciar la motilidad hiperactiva, permitiendo que los espermatozoides escapen de las microvellosidades y lleguen al ovocito para la fertilización.
Uno de los cuatro miembros de la familia Catsper, Catsper1 se encuentra en la pieza principal de esperma. Catsper1 juega un papel importante en la entrada de Ca2+ y en la regulación de la hiperactivación en los espermatozoides. Catsper2 se localiza en la cola del esperma y es responsable de la regulación de la hiperactivación. Catsper3 y Catsper4 se encuentran tanto en los testículos como en los espermatozoides y juegan un papel importante en la motilidad de los espermatozoides hiperactivos. En humanos, CatSper se distribuye en nanodominios cuadriláteros a lo largo de la pieza principal. Aunque Catsper parece desempeñar un papel importante en la función de los espermatozoides, se ha reportado que ratones genéticamente modificados que no tienen Catsper1-4 tienen una histología testicular, un recuento de espermatozoides y una morfología normales, lo que indica una progresión normal de la espermatogénesis.